# Bahnradsport-Weltmeisterschaften 1948
Die Bahnradsport-Weltmeisterschaften 1948 fanden vom 23. bis 29. August 1948 auf der 400 Meter langen Rennbahn im Olympiastadion von Amsterdam statt. Die Wettkämpfe waren gut besucht. Allein zum Finale im Steherrennen kamen 50 000 Zuschauer. Deutsche Fahrer waren nicht am Start infolge des Zweiten Weltkriegs.
Am erfolgreichsten war die italienische Mannschaft mit zwei Gold-, zwei Silber- und einer Bronzemedaille. Allerdings verursachten italienische Fahrer auch einen Eklat beim Verfolgungsrennen der Profis: Im Halbfinale gegen seinen Landsmann Fausto Coppi gab Antonio Bevilacqua ohne ersichtlichen Grund auf, offensichtlich, um diesem den Vortritt für das Finale zu lassen. Auch hätte das zur Folge gehabt, dass Coppi relativ ausgeruht in den folgenden Finallauf gegen den Niederländer Gerrit Schulte hätte gehen können. Die Zuschauer empörten sich laut und warfen ihre Sitzkissen auf die Radrennbahn. Erst die Entscheidung des Wettkampfgerichtes, Bevilacqua mit einer Geldstrafe von 2.500 Franken zu belegen sowie den Finallauf um 24 Stunden zu verschieben, beruhigte die Gemüter wieder.
Bei einer Umfrage urteilten die 35 akkreditierten Journalisten, die Offiziellen seien nicht kompetent gewesen, hätten die Reglements nicht gekannt, und die gesamten Meisterschaften seien schlecht organisiert gewesen. Besonders kritisierte der deutsche Illustrierte Radsport-Express, dass „ein bekannter Junker“ [gemeint war der Verbandspräsident Jonkheer Van den Berch van Heemstede], „der seine Antipathie gegenüber der Presse schon bei anderen Gelegenheiten zur Schau trug […] zweifellos den Vogel abschoß, als er in Valkenburg“ [wo die Straßenrennen stattfanden] „jeglichen Kredit für Telefonleitungen zur Pressetribüne verweigerte“.

## Resultate der Berufsfahrer
| Disziplin                   | Platz | Land        | Athlet                |        |
| --------------------------- | ----- | ----------- | --------------------- | ------ |
| Fliegerrennen über 1000 m   | 1     | Niederlande | Arie van Vliet        |        |
|                             | 2     | Frankreich  | Louis Gérardin        |        |
|                             | 3     | Frankreich  | Georges Senfftleben   |        |
| Steherrennen über 100 km    | 1     | Frankreich  | Jean-Jacques Lamboley |        |
|                             | 2     | Italien     | Elia Frosio           |        |
|                             | 3     | Belgien     | August Meuleman       |        |
| Einerverfolgung über 5000 m | 1     | Niederlande | Gerrit Schulte        | 6.21,9 |
|                             | 2     | Italien     | Fausto Coppi          | 6.25,4 |
|                             | 3     | Italien     | Antonio Bevilacqua    | 6.25,0 |

## Resultate der Amateure
| Disziplin                   | Platz | Land                   | Athlet          | Zeit              |
| --------------------------- | ----- | ---------------------- | --------------- | ----------------- |
| Fliegerrennen über 1000 m   | 1     | Italien                | Mario Ghella    | 12,5 (1) 12,0 (2) |
|                             | 2     | Dänemark               | Axel Schandorff |                   |
|                             | 3     | Vereinigtes Königreich | Reg Harris      | 12,9 (1) 12,6 (2) |
| Einerverfolgung über 4000 m | 1     | Italien                | Guido Messina   | 5.18,7            |
|                             | 2     | Frankreich             | Jacques Dupont  | 5.22,0            |
|                             | 3     | Frankreich             | Charles Coste   | 5.22,8            |